# HD 3346
HD 3346，又名BD+43 113，SAO 36509、HR 152，是一颗恒星，视星等为5.13，位于銀經120.18，銀緯-18.31，其B1900.0坐标为赤經0h 31m 20.1s，赤緯+43° -18.31′ 13″。